# نجيمية متشعبة
نجيمية متشعبة (الاسم العلمي:Micrasterias furcata) هي نوع من الطحالب خضراء يتبع جنس النجيمية من الفصيلة الدسميدية.